# Conrado II da Boémia
Conrado II da Boémia foi um duque Boémia, governou entre 1189 e 1191. O seu governo foi antecedido pelo de Frederico da Boémia e foi sucedido pelo governo de Venceslau II da Boémia.